# Klaus-Jürgen Wrede
Klaus-Jürgen Wrede werd in 1963 in Meschede, Duitsland geboren en is auteur van zogenaamde designer games.
Hij studeerde muziek en theologie en is sinds 1984 muziek- en godsdienstleraar in Keulen.

## Ludografie
- 2001 Carcassonne
- 2002 Carcassonne - Die Erweiterung
- 2002 Carcassonne - Jagers en Verzamelaars
- 2002 Krone & Schwert
- 2003 Carcassonne - Händler & Baumeister
- 2003 Carcassonne - De Burcht
- 2003 Die Fugger
- 2004 Der untergang von Pompeji
- 2004 Carcassonne - De Stad
- 2005 Carcassonne - Overzee
- 2005 Mesopotamië
- 2006 Anasazi
- 2007 Venedig